# Mega Man X (computerspel)
Mega Man X is een computerspel uit 1993. Het actie- en platformspel werd ontwikkeld en uitgegeven door Capcom. Als eerste kwam het uit op de SNES. Een jaar later kwam een versie beschikbaar voor MS-DOS.
Het spel speelt zich af in een futuristische wereld die wordt bewoond door mensen en zogenaamde 'Reploids', dit zijn robots die lijken op mensen. Het verhaal draait om Mega Man X, een androïde die opereert in de militaire groepering "Maverick Hunters". Met de hulp van zijn partner Zero moet Mega Man de kwaadaardige plannen van Sigma dwarsbomen.

## Ontvangst
| Beoordeeld door | Score  |
| --------------- | ------ |
| EGM             | 9/10   |
| GamePro         | 4,75/5 |
| IGN             | 9/10   |
| Game Players    | 95/100 |
| Super Play      | 88%    |